# Gerardo Lugo Gómez
Gerardo Lugo Gómez (* 13. März 1955) ist ein ehemaliger mexikanischer Fußballspieler, dessen Stammposition sich im Mittelfeld befand. Er ist der Vater des am 31. Dezember 1984 geborenen Fußballspielers Édgar Gerardo Lugo.

## Biografie

### Verein
Gerardo Lugo begann seine Profikarriere 1974/75 in Diensten des CF Atlante, für den er bis 1978 unter Vertrag stand und bei dem er seine Karriere in der Saison 1986/87 beendete. 
Dazwischen spielte er sechs Jahre für Cruz Azul (1978 bis 1984) und zumindest eine Saison für den Club León (1984/85). Daten über seine Vereinszugehörigkeit in der Saison 1985/86 liegen nicht vor. In den Spielzeiten 1978/79 und 1979/80 wurde er mit Cruz Azul Meister der Primera División.

### Nationalmannschaft
In den Jahren 1978 und 1979 kam Lugo insgesamt neunmal für die mexikanische Fußballnationalmannschaft zum Einsatz und erzielte dabei zwei Tore. 
Sein Länderspieldebüt gab er am 15. Februar 1978 in einem Testspiel gegen El Salvador (5:1), bei dem er zugleich sein erstes Tor für „el Tri“ erzielte. Seinen letzten Länderspieleinsatz hatte er am 18. Dezember 1979 gegen denselben Gegner, wobei dieses Spiel 1:1 endete. 
Lugo besetzte in der Regel die Rolle eines Ein- oder Auswechselspielers und bestritt nur zwei Länderspiele in voller Länge: am 6. Januar 1979 gegen die Sowjetunion und am 1. November 1979 gegen Peru. Beide Spiele wurden von Mexiko mit 1:0 gewonnen.
Der Höhepunkt seiner Länderspielkarriere war die Teilnahme an der WM 1978, als er die letzten 23 Minuten gegen Tunesien (1:3) und die zweite Halbzeit gegen Deutschland (0:6) bestritt.

## Erfolge
- Mexikanischer Meister: 1978/79, 1979/80